# Христо Кръчмаров
Христо Стоянов Кръчмаров е български режисьор.

## Биография
Роден е на 12 април 1936 г. във Варна.
Христо Кръчмаров завършва средно образование в езиковата гимназия „Екзарх Йосиф I“ – Ловеч, випуск 1955 г. Висшето си образование придобива във ВИТИЗ „Кръстьо Сарафов“, специалност Театрална режисура. От 1959 до 1964 година работи като режисьор в Драматичния театър в град Шумен.
В периода от 1964 до 1986 година е директор и художествен ръководител на няколко от театрите в страната, като първоначално оглавява Габровски драматичен театър, след това Драматичен театър Перник, на Софийски окръжен театър и на столичен театър „Сълза и смях“. През 1982 година е избран за отговорен секретар на Съюза на артистите в България и заема заема тази длъжност до 1987 година.
През 1966 година под негово ръководство е организиран в Габрово първият камерен театър у нас – „Студио 101“. Първа премиера на театралната трупа е на 26 април 1965 г., със спектакъла „Очи в очи“ от Панчо Панчев. Награждаван е на Национални прегледи, отличаван е с държавни отличия. През 1982 година е един от организаторите и селекционерите на проведения у нас Театър на нациите. Владее немски, руски и английски език. От 1982 до 1987 година представлява Съюза на артистите в изпълкома на Международната федерация на артистите
От 1987 година работи като режисьор в театрите 199, Драматичен театър „Антон Страшимиров“ и на свободна практика, като гост-режисьор. Поставял е пиеси в повечето театри в страната, а също и в Германия, Русия. Гостувал е и в Телевизионен театър. Посещавал е редица страни: Германия, Русия, САЩ, Канада, Австрия, Монголия, Исландия, Полша.

## Творчество
| Режисьор-постановчик      | Режисьор-постановчик | Режисьор-постановчик |
| Заглавие                  | Автор                | Сезон                |
| ------------------------- | -------------------- | -------------------- |
| „Един час преди полунощ“  | Властимил Шубрт      |                      |
| „Вампир“                  | Антон Страшимиров    | 1974 – 75, 1995 – 96 |
| „Делото „Адам и Ева“      | Руди Шраал           | 1974 – 75            |
| „Среща“                   | Лозан Стрелков       | 1975 – 76            |
| „Карнавал“                | Иван Шопов           | 1981 – 82            |
| „Нерви за любов“          | Кирил Топалов        | 1985 – 86            |
| „Авантюра“                | Рада Москова         | 1987 – 88            |
| „Двубой“                  | Иван Вазов           | 1988 – 89            |
| „Районна болница“         | Христо Бойчев        | 1989 – 90            |
| „Младоженецът“            | Емил Манов           | 1989 – 90            |
| „Винсент“                 | Светослав Статков    | 1989 – 90            |
| „Страшният съд“           | Стефан Цанев         | 1989 – 90            |
| „Разговор без свидетел“   | София Прокофиева     | 1991 – 92            |
| „Арсеник и стари дантели“ | Джоузеф Кесърлинг    | 1992 – 93            |
| „Котаракът в чизми“       | Шарл Перо            | 1992 – 93            |
| „Удушвачът и вдовиците“   | Азиз Несин           | 1993 – 94            |
| „Свекърва“                | Антон Страшимиров    | 1993 – 94            |
| „Вражалец“                | Ст. Л. Костов        | 1994 – 95            |
| „Изгубеното писмо“        | Йон Лука Караджале   | 1996 – 97            |
| „Майстори“                | Рачо Стоянов         | 1998 – 99            |

### Други
- „Камъчета за мозайката на Езиковата“, сборник-алманах „Ние Езиковата“;
- Интервю от 19 февруари 1966 г., в. Народна култура[7]

## Награди
- Заслужил артист (1979)[8]